# Rubondo
Rubondo – wyspa w Tanzanii, na Jeziorze Wiktorii. Zajmuje powierzchnię 215 km2 i jest czwartą największą wyspą na Jeziorze Wiktorii (po Ukerewe, Bugala i Buvuma Island) oraz szesnastą pod względem powierzchni wyspą na świecie położoną na jeziorze. Na wyspie znajduje się Park Narodowy Rubondo Island, jeden z dwóch parków narodowych w Tanzanii położonych na wyspie na Jeziorze Wiktorii. Na wyspie nie ma rzek, gleba jest pochodzenia wulkanicznego. Ponad 75% powierzchni wyspy zajmuje dziewiczy wilgotny las równikowy. Wyspa stanowi habitat dla rzadkich gatunków, takich jak szympansy.